# 台中美國學校
台中美國學校，是位於中華民國臺中市的一所國際學校，1989年創校，原校名「林肯美國學校」其創始人為李安娜、伍愛德，學校的教育體系標榜使用完整的美國教育。入學條件為擁有外國籍護照的外籍學生，如果本國籍民眾希望子女就讀該校，則必須先取得外國籍護照（意思就是雙重國籍），才能讓子女進入該校就讀。

## 校史
- 1989年（民國78年），由時任中華民國總統李登輝的長女李安娜與美國人士伍愛德等人共同創辦「美國林肯學校」[1]，校址最初選在位於臺中市西屯區中清交流道旁，那是一處簡單且陳舊的校舍（由林肯美國學校向誠洲企業的廖繼誠承租）。

- 1996年（民國85年），李安娜以每年新台幣300萬元向玉群建設的周鍾煇家族承租五千坪土地作為新校址，不久便搬遷校至臺中市北屯區的大坑風景區內[2]。

- 2003年（民國92年），台灣蘋果日報的報導稱李安娜辦校不付錢，導致擁有土地的玉群建設公司積欠銀行債務而破產、建商負責人一度想跳樓了斷，而土地於2002年9月遭到法院拍賣。標定的價格是三億九千多萬元，可是一直乏人問津，經過二度降價拍賣，還是沒有人出面投標，2003年12月，由李安娜的丈夫黃循武出面，以新台幣一億三千多萬元買下該校所承租的土地持分，並完成繳交保證金的作業，最後的這個數額只有首次被拍賣時的三分之一[3]。

- 2004年（民國93年），更名為「台中美國學校」。

## 外部連結
- 台中美國學校（页面存档备份，存于）